# Ophiusa hottentota
Ophiusa hottentota là một loài bướm đêm trong họ Erebidae.